# کیشی باشی
کائورو ایشی باشی (به انگلیسی: Kaoru Ishibashi) (متولد ۴ نوامبر ۱۹۷۵)، با نام هنری کیشی باشی، خواننده، نوازندهٔ چند ساز و ترانه‌سرای آمریکایی است. او یکی از اعضای بنیانگذار گروه «Jupiter One» است و عضو پیشین گروه آو مونترال بود.

## ترانه‌شناسی

### آلبوم‌های استودیویی
| نام        | مشخصات آلبوم                                          | جایگاه در چارت‌ها | جایگاه در چارت‌ها | جایگاه در چارت‌ها |  |
| نام        | مشخصات آلبوم                                          | US               | US Indie         | US Rock          |  |
| ---------- | ----------------------------------------------------- | ---------------- | ---------------- | ---------------- |  |
| 151a       | - تاریخ انتشار: ۱۰ آوریل ،۲۰۱۲ - ناشر: Joyful Noise   | —                | ۴۷               | —                |  |
| Lighght    | - تاریخ انتشار: ۱۳ می، ۲۰۱۴ - ناشر: Joyful Noise      | ۵۳               | ۱۱               | ۱۳               |  |
| Sonderlust | - تاریخ انتشار: ۱۶ سپتامبر، ۲۰۱۶ - ناشر: Joyful Noise | ۱۵۳              | ۱۷               | ۱۹               |  |
| Omoiyari   | - تاریخ انتشار: ۳۱ می، ۲۰۱۹ - ناشر: Joyful Noise      | —                | ۱۰               | —                |  |